# Léo Roussel

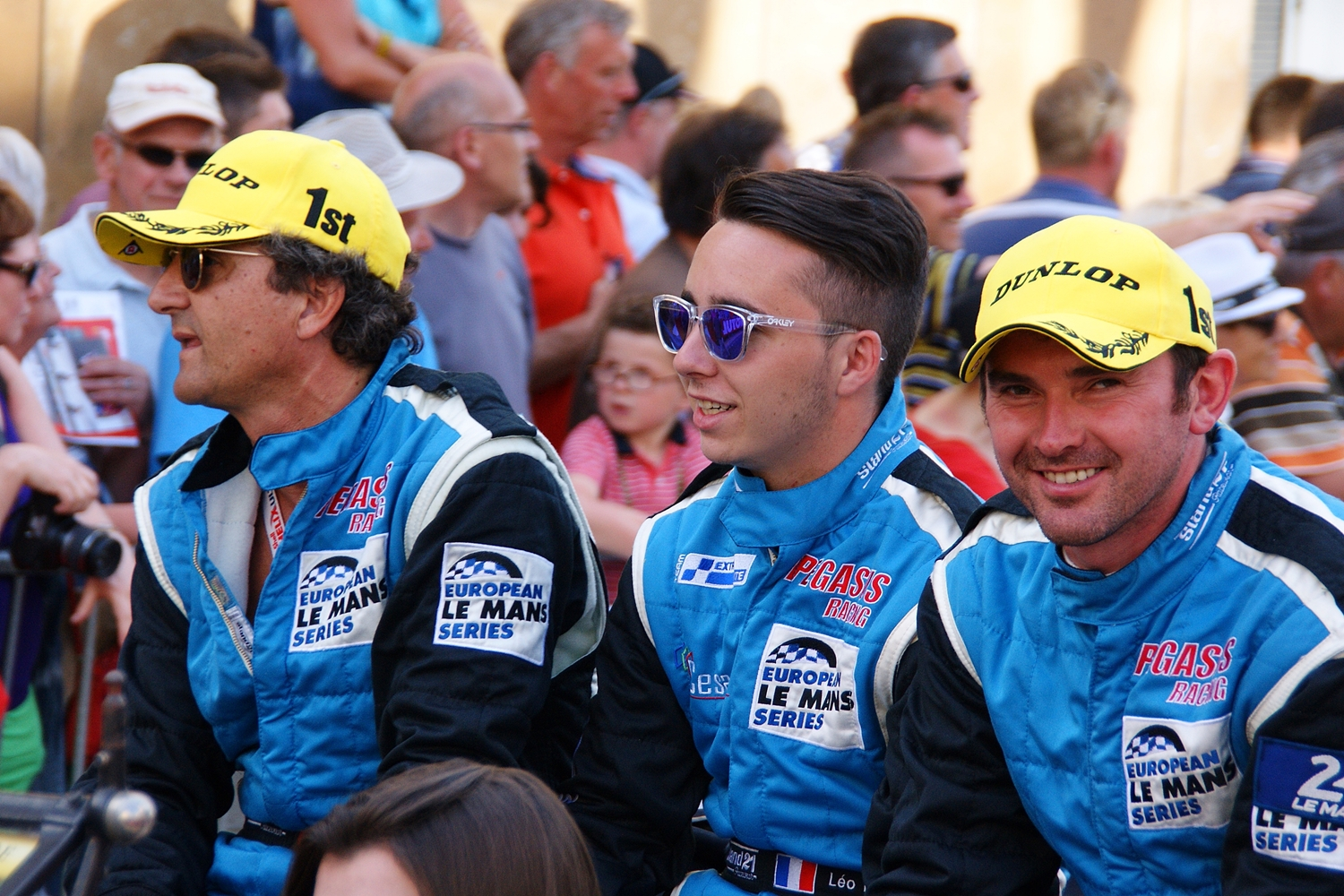
Léo Roussel (Mitte) 2014 in Le Mans

Léo Roussel (* 31. August 1995 in Marcoussis) ist ein französischer Autorennfahrer.

## Karriere im Motorsport
Léo Roussel ist der Neffe von Patrice Roussel und war 2014 mit knapp 19 Jahren einer der jüngsten Debütanten in der langen Geschichte des 24-Stunden-Rennens von Le Mans. Er begann seine Karriere im Kartsport und fuhr 2013 sein erstes Monopostorennen. Nach einem erfolglosen Jahr im Formel Renault 2.0 Eurocup wechselte er 2014 in den Sportwagensport.
Seit 2014 ist er Fahrer bei Pegasus Racing und bestreitet für das Team Rennen in der European Le Mans Series. Nach seinem Debüt in Le Mans 2014 war er auch in den folgenden beiden Jahren bei diesem 24-Stunden-Rennen am Start. Beste Platzierung bisher war der 18. Gesamtrang beim Debütrennen 2014.

## Statistik

### Le-Mans-Ergebnisse
| Jahr | Team                   | Fahrzeug          | Teamkollege       | Teamkollege       | Platzierung     | Ausfallgrund |
| ---- | ---------------------- | ----------------- | ----------------- | ----------------- | --------------- | ------------ |
| 2014 | Pegasus Racing         | Morgan LMP2       | Julien Schell     | Nicolas Leutwiler | Rang 18         |              |
| 2015 | Pegasus Racing         | Morgan LMP2       | David Cheng       | Ho-Pin Tung       | Rang 19         |              |
| 2016 | Pegasus Racing         | Morgan LMP2       | Inès Taittinger   | Rémy Striebig     | nicht klassiert |              |
| 2018 | CEFC Manor TRSM Racing | Ginetta G60-LT-P1 | Charlie Robertson | Mike Simpson      | Rang 41         |              |

### Einzelergebnisse in der FIA-Langstrecken-Weltmeisterschaft
| Saison  | Team                   | Rennwagen         | 1   | 2   | 3   | 4   | 5   | 6   | 7   | 8   | 9   |
| ------- | ---------------------- | ----------------- | --- | --- | --- | --- | --- | --- | --- | --- | --- |
| 2014    | Pegasus Racing         | Morgan LMP2       | SIL | SPA | LEM | AUS | FUJ | SHA | BAH | SAO |     |
| 2014    | Pegasus Racing         | Morgan LMP2       | 18  |     |     |     |     |     |     |     |     |
| 2015    | Pegasus Racing         | Morgan LMP2       | SIL | SPA | LEM | NÜR | AUS | FUJ | SHA | BAH |     |
| 2015    | Pegasus Racing         | Morgan LMP2       | 19  |     |     |     |     |     |     |     |     |
| 2016    | Pegasus Racing         | Morgan LMP2       | SIL | SPA | LEM | NÜR | MEX | AUS | FUJ | SHA | BAH |
| 2016    | Pegasus Racing         | Morgan LMP2       | DNF |     |     |     |     |     |     |     |     |
| 2017    | G-Drive Racing         | Oreca 07          | SIL | SPA | LEM | NÜR | MEX | AUS | FUJ | SHA | BAH |
| 2017    | G-Drive Racing         | Oreca 07          |     |     |     |     |     |     |     | 11  | 11  |
| 2018/19 | CEFC Manor TRSM Racing | Ginetta G60-LT-P1 | SPA | LEM | SIL | FUJ | SHA | SEB | SPA | LEM |     |
| 2018/19 | CEFC Manor TRSM Racing | Ginetta G60-LT-P1 | 41  |     |     |     |     |     |     |     |     |